# Schermen op de Olympische Zomerspelen 1996
Schermen is een van de sporten die beoefend werden tijdens de Olympische Zomerspelen 1996 in Atlanta. De competitie werd georganiseerd in het Georgia World Congress Center.

## Heren

### floret individueel
| rang   | sporter(s)          | land |
| ------ | ------------------- | ---- |
| Goud   | Alessandro Puccini  | ITA  |
| Zilver | Lionel Plumenail    | FRA  |
| Brons  | Franck Boidin       | FRA  |
| 4      | Wolfgang Wienand    | GER  |
| 5      | Rolando Tucker León | CUB  |
| 6      | Sergei Goloebitsky  | UKR  |
| 7      | Philippe Omnès      | FRA  |
| 8      | Kim Young-ho        | KOR  |

### floret team
| rang   | sporter(s)                                                            | land |
| ------ | --------------------------------------------------------------------- | ---- |
| Goud   | Dmitri Sjevtsjenko Ilgar Mamedov Vladislav Pavlovitsj                 | RUS  |
| Zilver | Adam Krzesiński Piotr Kiełpikowski Ryszard Sobczak Jarosław Rodzewicz | POL  |
| Brons  | Elvis Gregory Gil Óscar García Pérez Rolando Tucker León              | CUB  |
| 4      | Jochim Wendt Marco Falchetto Michael Ludwig                           | AUT  |
| 5      | Márk Marsi Róbert Kiss Zsolt Érsek                                    | HUN  |
| 6      | Alexander Koch Uwe Römer Wolfgang Wienand                             | GER  |
| 7      | Chung Soo-ki Kim Yong-kook Kim Young-ho                               | KOR  |
| 8      | Alessandro Puccini Marco Arpino Stefano Cerioni                       | ITA  |

### degen individueel
| rang   | sporter(s)         | land |
| ------ | ------------------ | ---- |
| Goud   | Aleksandr Beketov  | RUS  |
| Zilver | Ivan Trevejo Pérez | CUB  |
| Brons  | Géza Imre          | HUN  |
| 4      | Iván Kovács        | HUN  |
| 5      | Sandro Cuomo       | ITA  |
| 6      | Jean-Michel Henry  | FRA  |
| 7      | Kaido Kaaberma     | EST  |
| 8      | Mariusz Strzałka   | GER  |

### degen team
| rang   | sporter(s)                                                                                 | land |
| ------ | ------------------------------------------------------------------------------------------ | ---- |
| Goud   | Sandro Cuomo Angelo Mazzoni Maurizio Randazzo                                              | ITA  |
| Zilver | Aleksandr Beketov Pavel Kolobkov Valeri Zakharevitsj                                       | RUS  |
| Brons  | Jean-Michel Henry Robert Leroux Éric Srecki                                                | FRA  |
| 4      | Elmar Borrmann Arnd Schmitt Mariusz Strzałka                                               | GER  |
| 5      | Kaido Kaaberma Andrus Kajak Meelis Loit                                                    | EST  |
| 6      | Géza Imre Iván Kovács Krisztián Kulcsár                                                    | HUN  |
| 7      | Oscar Fernández Albarracín César González Llorens Raúl Maroto López Manuel Pereira Senabre | ESP  |
| 8      | Tamir Bloom James Carpenter Michael Marx                                                   | USA  |

### sabel individueel
| rang   | sporter(s)           | land |
| ------ | -------------------- | ---- |
| Goud   | Stanislav Pozdnjakov | RUS  |
| Zilver | Sergej Tsjarikov     | RUS  |
| Brons  | Damien Touya         | FRA  |
| 4      | József Navarette     | HUN  |
| 5      | Felix Becker         | GER  |
| 6      | Vadim Goettsajt      | UKR  |
| 7      | Rafał Sznajder       | POL  |
| 8      | Steffen Wiesinger    | GER  |

### sabel team
| rang   | sporter(s)                                                              | land |
| ------ | ----------------------------------------------------------------------- | ---- |
| Goud   | Grigori Kirijenko Sergej Tsjarikov Stanislav Pozdnjakov                 | RUS  |
| Zilver | Bence Szabó Csaba Köves József Navarette                                | HUN  |
| Brons  | Luigi Tarantino Raffaello Caserta Tonhi Terenzi                         | ITA  |
| 4      | Janusz Olech Norbert Jaskot Rafał Sznajder                              | POL  |
| 5      | Damien Touya Franck Ducheix Jean-Philippe Daurelle                      | FRA  |
| 6      | Antonio García Delgado Fernando Medina Martínez Raúl Peinador de Isidro | ESP  |
| 7      | Florin Lupeică Mihai Covaliu Vilmos Szabó                               | ROU  |
| 8      | Felix Becker Frank Bleckmann Steffen Wiesinger                          | GER  |

## Dames

### floret individueel
| rang   | sporter(s)              | land |
| ------ | ----------------------- | ---- |
| Goud   | Laura Badea             | ROU  |
| Zilver | Valentina Vezzali       | ITA  |
| Brons  | Giovanna Trillini       | ITA  |
| 4      | Laurence Modainé-Cessac | FRA  |
| 5      | Monika Weber-Kosztó     | GER  |
| 6      | Xiao Aihua              | CHN  |
| 7      | Ann Marsh               | USA  |
| 8      | Aida Mohamed            | HUN  |

### floret team
| rang   | sporter(s)                                                | land |
| ------ | --------------------------------------------------------- | ---- |
| Goud   | Francesca Bortolozzi Giovanna Trillini Valentina Vezzali  | ITA  |
| Zilver | Laura Badea Roxana Scarlat Réka Szabó                     | ROU  |
| Brons  | Sabine Bau Anja Fichtel-Mauritz Monika Weber-Kosztó       | GER  |
| 4      | Zsuzsanna Némethné-Jánosi Aida Mohamed Gabriella Lantos   | HUN  |
| 5      | Clothilde Magnan Laurence Modainé-Cessac Adeline Wuillème | FRA  |
| 6      | Svetlana Bojko Olga Sjarkova Olga Velitsjko               | RUS  |
| 7      | Wang Huifeng Xiao Aihua Liang Jun                         | CHN  |
| 8      | Katarzyna Felusiak Anna Rybicka Barbara Szewczyk          | POL  |

### degen individueel
| rang   | sporter(s)         | land |
| ------ | ------------------ | ---- |
| Goud   | Laura Flessel      | FRA  |
| Zilver | Valérie Barlois    | FRA  |
| Brons  | Gyöngyi Szalay     | HUN  |
| 4      | Margherita Zalaffi | ITA  |
| 5      | Tímea Nagy         | HUN  |
| 6      | Adrien Hormay      | HUN  |
| 7      | Eva-Maria Ittner   | GER  |
| 8      | Ko Sung-jun        | KOR  |

### degen team
| rang   | sporter(s)                                                   | land |
| ------ | ------------------------------------------------------------ | ---- |
| Goud   | Valérie Barlois Laura Flessel Sophie Moressée-Pichot         | FRA  |
| Zilver | Laura Chiesa Margherita Zalaffi Elisa Uga                    | ITA  |
| Brons  | Karina Aznavoerjan Marija Mazina Joelija Garajeva            | RUS  |
| 4      | Adrien Hormay Gyöngyi Szalay Tímea Nagy                      | HUN  |
| 5      | Heidi Rohi Maarika Võsu Oksana Jermakova                     | EST  |
| 6      | Milagros Palma González Mirayda García Tamara Esterí Almeida | CUB  |
| 7      | Katja Nass Claudia Bokel Eva-Maria Ittner                    | GER  |
| 8      | Elaine Cheris Leslie Marx Nhi Lan Le                         | USA  |

## Medaillespiegel
| rang   | land      | goud | zilver | brons | totaal |
| ------ | --------- | ---- | ------ | ----- | ------ |
| 1      | Rusland   | 4    | 2      | 1     | 7      |
| 2      | Italië    | 3    | 2      | 2     | 7      |
| 3      | Frankrijk | 2    | 2      | 3     | 7      |
| 4      | Roemenië  | 1    | 1      | 0     | 2      |
| 5      | Hongarije | 0    | 1      | 2     | 3      |
| 6      | Cuba      | 0    | 1      | 1     | 2      |
| 7      | Polen     | 0    | 1      | 0     | 1      |
| 8      | Duitsland | 0    | 0      | 1     | 1      |
| totaal | totaal    | 10   | 10     | 10    | 30     |